# Billy Truax
Billy Truax é um ex-jogador profissional de futebol americano estadunidense.

## Carreira
Billy Truax foi campeão da temporada de 1971 da National Football League jogando pelo Dallas Cowboys.